# Души-ле-Мин
Души́-ле-Мин (фр. Douchy-les-Mines) — коммуна во Франции, регион О-де-Франс, департамент Нор, округ Валансьен, кантон Денен, в 12 км к юго-западу от Валансьена и в 45 км к юго-востоку от Лилля, в месте впадения в реку Эско (Шельда) её притока Сель. Через территорию коммуны проходит автомагистраль А2.
Население (2017) — 10 558 человек.

## Экономика
Структура занятости населения:
- сельское хозяйство — 0,0 %
- промышленность — 14,8 %
- строительство — 4,5 %
- торговля, транспорт и сфера услуг — 34,5 %
- государственные и муниципальные службы — 46,2 %

Уровень безработицы (2017) — 21,5 % (Франция в целом — 13,4 %, департамент Нор — 17,6 %). 

Среднегодовой доход на 1 человека, евро (2017) — 16 250 (Франция в целом — 21 110, департамент Нор — 19 490).

## Демография
Динамика численности населения, чел.

## Администрация
Пост мэра Души-ле-Мина с 2017 года занимает коммунист Мишель Венья (Michel Véniat). На муниципальных выборах 2020 года возглавляемый им список коммунистов одержал победу в 1-м туре, получив 58,49 % голосов.
| Период | Период | Фамилия         | Партия                  | Примечания                                                            |
| ------ | ------ | --------------- | ----------------------- | --------------------------------------------------------------------- |
| 1971   | 1977   | Клод Бюльтес    | Социалистическая партия |                                                                       |
| 1977   | 2001   | Станислас Солош | Коммунистическая партия |                                                                       |
| 2001   | 2017   | Мишель Лефевр   | Коммунистическая партия | профсоюзный активист, вице-президент Генерального совета департамента |
| 2014   |        | Мишель Венья    | Коммунистическая партия |                                                                       |

## Известные уроженцы
- Крок, Шарль-Александр (1819—1905) — французский художник.

## Города-побратимы
- Мегет, Буркина-Фасо
- Мелец, Польша
- Вила-Нова-ди-Пояриш, Португалия